# Gershwin and Guitars
Gershwin and Guitars è un album discografico di Al Caiola, pubblicato dall'etichetta discografica Time Records nel settembre del 1960.

## Tracce
Lato A
1. The Man I Love – 2:23 (Ira Gershwin, George Gershwin)
2. Fascinating Rhythm – 2:00 (Ira Gershwin, George Gershwin)
3. Starway to Paradise – 1:52 (George Gershwin)
4. Mine – 2:00 (Ira Gershwin, George Gershwin)
5. But Not for Me – 1:58 (Ira Gershwin, George Gershwin)
6. A Foggy Day – 2:48 (Ira Gershwin, George Gershwin)

Lato B
1. Strike Up the Band – 2:30 (Ira Gershwin, George Gershwin)
2. Swanee – 2:42 (Ira Gershwin, George Gershwin)
3. Oh Lady Be Good – 2:09 (Ira Gershwin, George Gershwin)
4. Nice Work If You Can Get It – 2:38 (Ira Gershwin, George Gershwin)
5. Soon – 2:38 (Ira Gershwin, George Gershwin)
6. Embraceable You – 2:30 (Ira Gershwin, George Gershwin)

## Musicisti
- Al Caiola - chitarra, arrangiamento
- Bucky Pizzarelli - chitarra
- Art Ryerson - chitarra
- Don Arnone - chitarra
- Mr. X - chitarra
- Bernie Leighton - pianoforte
- George Berg - strumento a fiato
- Nuncio Mondello - strumento a fiato
- Phil Bodner - strumento a fiato
- Romeo Penque - strumento a fiato
- Stan Webb - strumento a fiato
- Frank Carroll - contrabbasso
- Sol Gubin - batteria
- Eddie Costa - percussioni
- George Devens - percussioni
- Phil Kraus - percussioni

Note aggiuntive
- Bob Shad - produttore (Artist & Repertoire)
- Registrato il 6 e 7 luglio 1960 a New York
- John Cue - ingegnere delle registrazioni
- Murray Stein - design album
- Nat Hentoff - note retrocopertina album[3]